# Limnephilus subcentralis
Limnpehilus subcentralis – chruścik z rodziny Limnephilidae. Larwy budują domki z fragmentów detrytusu i fragmentów roślin wodnych (podobne domki budują także: Limnephilus borealis, Limnephilus fuscinervis, Grammotaulius nitidus).
Gatunek eurosyberyjski, nie występuje w południowej Europie, larwy zasiedlają jeziora i roślinność rzek. Limneksen, gatunek drobnozbiornikowy.
W Europie Północnej i Północno-Wschodniej występuje stosunkowo licznie lecz lokalnie, w jeziorach i stawach. Larwy obecne w jeziorkach torfowiskowych i wydmowych Holandii oraz w jeziorach górskich Słowenii i Kaukazu.